# Ley Lerdo
La Ley Lerdo es el sobrenombre con el que se le conoce a la Ley de Desamortización de las Fincas Rústicas y Urbanas de las Corporaciones Civiles y Religiosas de México, fue expedida el 25 de junio de 1856 por el presidente  sustituto Miguel Lerdo de Tejada.
La ley tenía como objetivos crear una clase media rural que, similar a la clase media rural estadounidense, tuviera deseos de desarrollarse; sanear las finanzas públicas del Estado y reanimar la economía al eliminar lo que, de acuerdo con lo estipulado al principio de la ley Lerdo por Ignacio Comonfort, representaba uno de los mayores obstáculos para la prosperidad y engrandecimiento de la ciudad publica: la falta de movimiento o libre circulación de una gran parte de la propiedad a raíz. También conocidos como "bienes en manos muertas". 
Ante la gran cantidad de bienes inmuebles en poder de la Iglesia católica y de las corporaciones civiles, el gobierno decretó su venta a particulares para fomentar el mercado y, al mismo tiempo, obtener ingresos provenientes de los impuestos de compra-venta. Tanto los grupos religiosos como las corporaciones civiles tuvieron prohibido adquirir bienes raíces a partir de la promulgación de la Ley Lerdo, a excepción de aquellos que fuesen estrictamente necesarios para sus actividades. Esta ley tuvo como consecuencia que muchas de las fincas quedaran en manos de extranjeros y dieran origen a los latifundios de años posteriores, siendo uno de los principales motivos de inconformidad que darían lugar a la Revolución mexicana, especialmente del movimiento zapatista. 
Esta ley formó parte de las llamadas Leyes de Reforma que pretendían modernizar las estructuras políticas y sociales de México, en la segunda mitad del siglo XIX, bajo el establecimiento del sistema capitalista en México, acorde al liberalismo político.

## Objetivo fiscal.
Las propiedades que desamortizaría la Ley Lerdo no pagaban impuestos y se consideraba que no generaban riqueza. Por ello, todas las traslaciones de dominio de fincas rústicas y urbanas que se ejecutaran en virtud de la ley, causarían la alcabala de cinco por ciento, la cual debía pagarse en las oficinas correspondientes del gobierno general. Dicha contribución fiscal se haría en numerario y bonos de deuda, dependiendo del tiempo que hubiesen tardado en verificarse las adjudicaciones. Con estas políticas, el gobierno mexicano pretendía aumentar el bajo nivel de recaudación fiscal al que se enfrentaba y así mejorar las finanzas públicas

## Desamortización eclesiástica

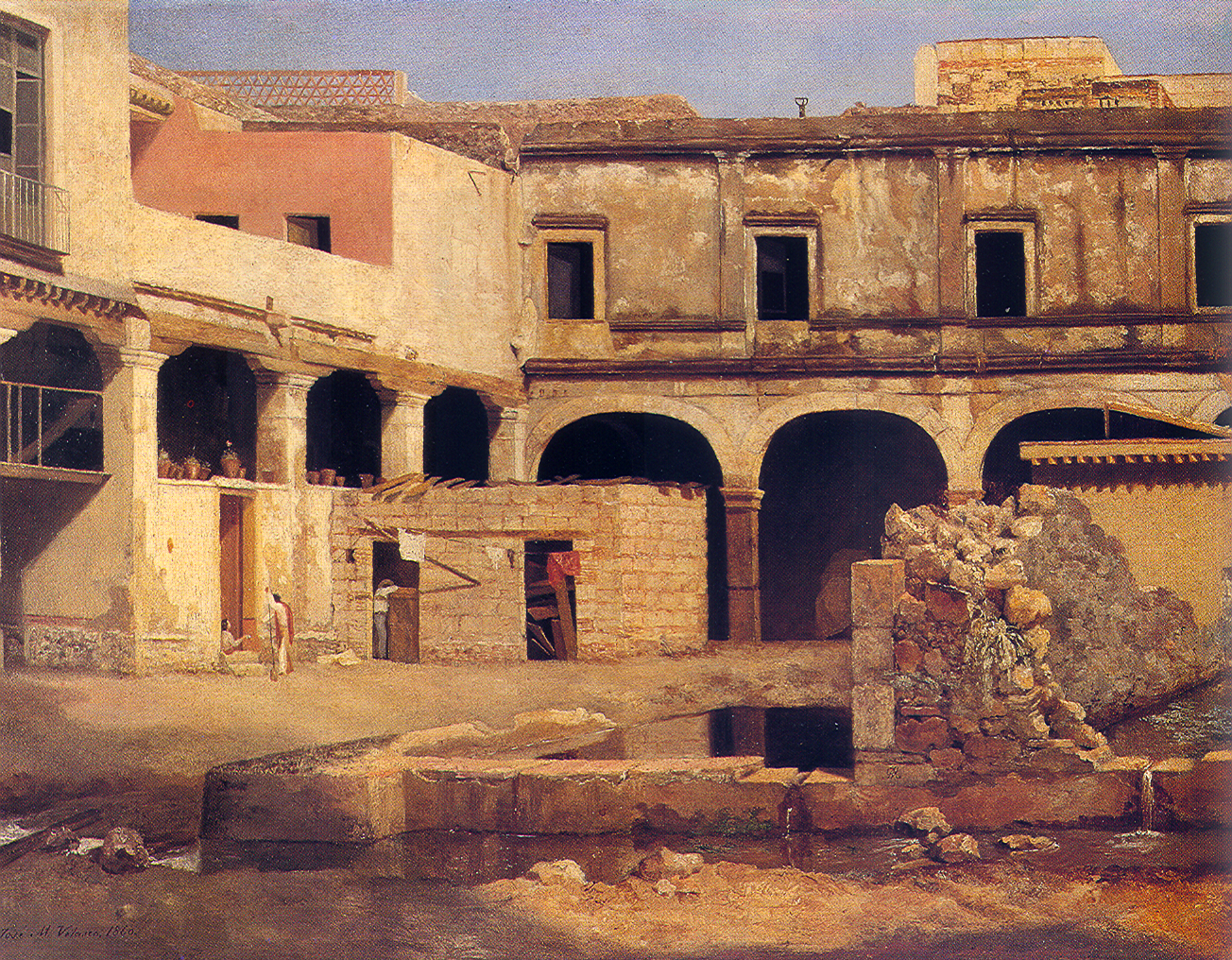
Algunas propiedades eclesiásticas se convirtieron en vecindades o fueron destruidas para hacer calles. Patio del ex convento de San Agustín de José María Velasco, 1860.

Durante el periodo virreinal y hasta mediados del siglo XIX, la Iglesia católica poseía diversos bienes inmuebles en "manos muertas", a través de diversas corporaciones religiosas como cofradías, conventos, monasterios, parroquias o diócesis. Durante esos tiempos, no existían instituciones bancarias en México, por lo que muchas transacciones hipotecarias eran realizadas a través de dichas corporaciones. En otros casos, la piedad popular de los más adinerados llevaba a donar a la Iglesia ciertos bienes inmuebles o dinero, a cambio del rezo de misas por el alma de los difuntos, durante cierto tiempo y con frecuencia determinada por el testamento.  
Desde fines del siglo XVIII, existieron proyectos endebles, de parte de la Corona hispánica, que intentaron hacer circular los bienes eclesiásticos en el Imperio español, incluyendo los novohispanos y, posteriormente, mexicanos. Al mismo tiempo, se desafiaba el poder político y social de la Iglesia, a fin de dar primacía al Estado y, por consecuencia, la separación entre ambas instituciones. Sería hasta mediados del siglo XIX, cuando el grupo liberal en el poder decretaría la desamortización de los bienes de manos muertas, a fin de hacer circular esas propiedades, salvo excepciones. Para ello, se desconocieron jurídicamente a las corporaciones eclesiásticas como las cofradías y órdenes religiosas, y sus bienes inmuebles quedaban a cargo del Estado mexicano, quien posteriormente los pondría en venta o modificaría su uso.

### Propiedades excluidas
Según lo estipulado en el artículo 8 de la ley Lerdo, se exceptuaban de la enajenación los edificios destinados inmediata y directamente al servicio u objeto del instituto de las corporaciones, aun cuando se arrendaba alguna parte no separada de ellos, como los conventos, palacios episcopales y municipales, colegios, hospitales, hospicios, mercados, casas de corrección de beneficencia. De las propiedades pertenecientes a los ayuntamientos, se exceptuaron también los edificios, ejidos y terrenos destinados exclusivamente al servicio público de las poblaciones a las que pertenecían. 
No obstante, debido a que la Iglesia católica participó en favor de los conservadores y del Imperio de Maximiliano, se destruyeron antiguos edificios que le habían pertenecido. En la Ciudad de México, sin ser parte de un proyecto urbanístico, se abrieron calles que implicaban la demolición de antiguos conventos o monasterios.

## Desamortización civil
A mediados del siglo XIX, los pueblos indígenas de México mantenían un sistema de tenencia de tierra y de propiedades que se basaba en una estructura comunal de la economía. Sistema heredado del Virreinato, ya que en muchos casos las propiedades no solo habían sido reconocidas por la Corona española, sino que se remontaban a tiempos anteriores a la conquista española. Como parte de un proyecto de modernización liberal e introducción a las leyes del mercado, la Ley Lerdo exigía la individualización de las propiedades indias, desconociendo  su carácter comunitario. Ello dañó gravemente la base de la economía de las comunidades indígenas, las cuales poseían todas las tierras dentro de sus límites. Dichos territorios representaban un importante ingreso para las comunidades, ya que generalmente eran rentados a terceros para recaudar fondos, por lo que su pérdida empeoró aún más la situación de muchos indígenas que vivían ya en la pobreza. 

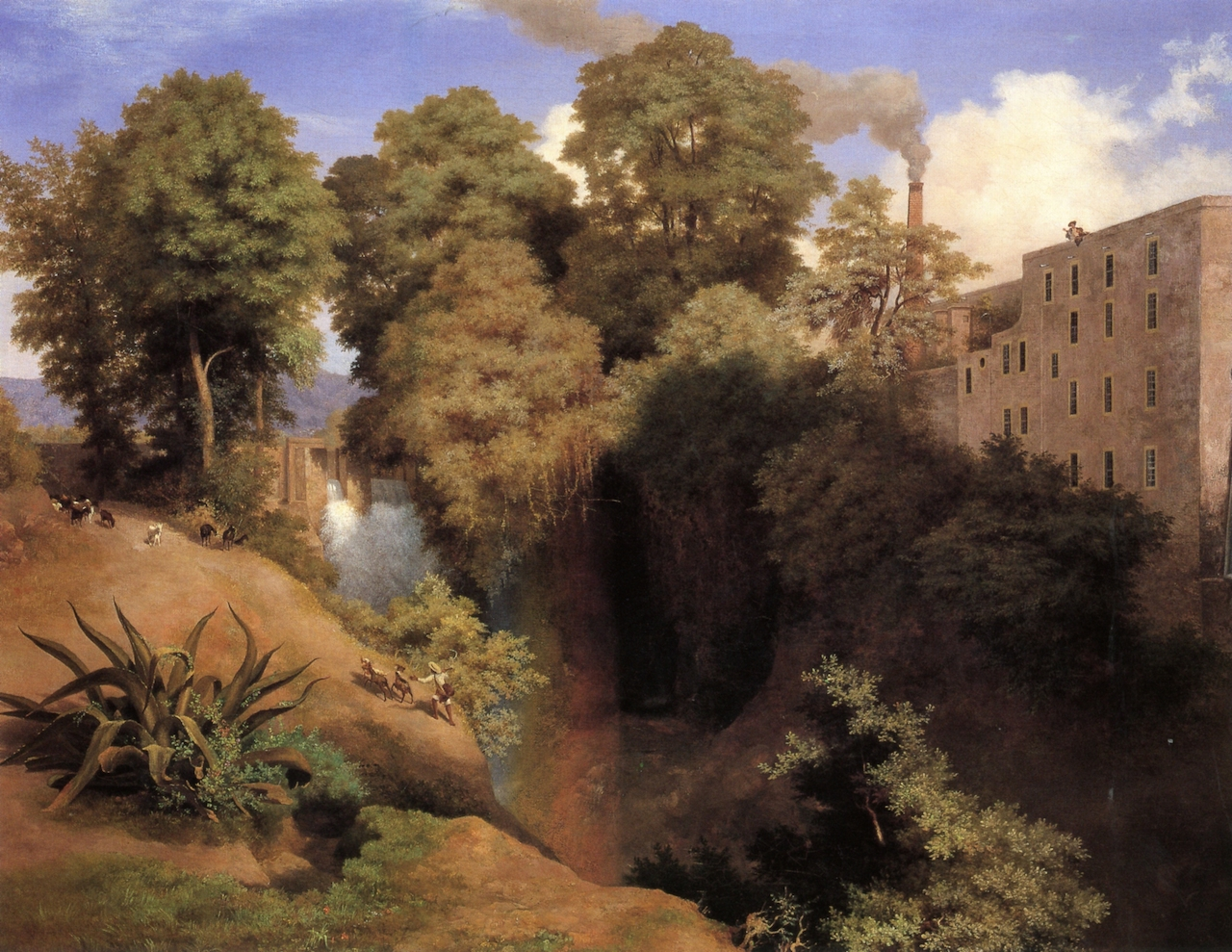
La desamortización civil era parte del proyecto de modernización socioeconómica de los liberales. Fábrica de "La Hormiga", José María Velasco, 1863.

El proceso desamortizador civil, sin embargo, no puede generalizarse, ya que en las distintas regiones de México su proceder fue distinto, según la estructura socioeconómica de los pueblos, la filiación política e intereses económicos de estos. De hecho, su duración dependió de esas situaciones y alcanzó los primeros años del siglo XX. En el caso de los pueblos totonacos, el gobierno estatal veracruzano accedió a la formación de condueñazgos, como estructura intermedia entre el sistema comunal y el individual. Algunos pueblos de la Sierra Norte de Puebla accedieron a la individualización de sus propiedades y, eventualmente fueron beneficiados por el gobierno de Porfirio Díaz. 
La respuesta de los pueblos fue igualmente diversa, pues bien podían apelar a sus derechos de propiedad, respaldados por documentos oficiales de sus archivos locales, por medio de pleitos legales que desafiaban la desamortización; o bien, los pueblos provocaban alzamientos y rebeliones en sus distintas regiones. Cabe mencionar que, antes de la promulgación de la Ley Lerdo, los estados mexicanos decretaron, en distinto tono, leyes desamortizadoras que provocaron rebeliones locales, aunque su contexto histórico era distinto al de los años 1850 y 1860.
Aunque el objetivo de la Ley Lerdo era convertir a los indios en ciudadanos modernos, con ideas liberales y parte de una clase media rural, en la práctica fueron excluidos. De hecho, el proceso desamortizador estuvo lleno de favoritismos, en favor de ciertos grupos (comerciantes, terratenientes, funcionarios locales) que a la larga se convirtieron en los latifundistas del porfiriato, mientras que los indígenas eran relegados del repartimiento desamortizador por temor a que no explotaran adecuadamente las propiedades, puesto que «por su ignorancia y modo de vivir, [los indios] no conocen la utilidad que pudiera proporcionarles el cultivo de sus tierras, ni tienen dedicación al trabajo para hacerlas productivas».

## Colonización
Indirectamente, la Ley Lerdo también respaldó los proyectos de colonización de zonas escasamente pobladas del territorio mexicano. Se trataba de la promoción de una inmigración extranjera que alentara la explotación de esos territorios, por medio de la formación de asentamientos rurales. Muchas de esas colonias, a excepción del de Jicaltepec-San Rafael, en Veracruz, fracasaron por falta de apoyo gubernamental, logística o falta de inmigrantes. Asimismo, también tenía tintes raciales, ya que se pensaba que la presencia de extranjeros (especialmente europeos) "mejoraría la raza mexicana" y enseñaría a los indios a ser buenos ciudadanos. Como dice François-Xavier Guerra, «cuando se pierde la esperanza de transformar el pueblo propio, se importa otro».